# Tomin First no Kai
Tomin First no Kai (都民ファーストの会 Tomin Fāsuto no Kai?, Partido Ciudadanos de Tokio Primero, lit. "Asociación de Ciudadanos Metropolitanos Primero") es un partido político regional de Tokio, Japón.
El grupo fue fundado por Yuriko Koike, gobernadora de Tokio desde 2016. El 31 de mayo de 2017, en vista de las elecciones locales, ella renunció al Partido Liberal Democrático, convirtiéndose oficialmente en la líder del partido y formó una alianza con Komeito para asegurar la mayoría de gobierno en el parlamento de Tokio. El 3 de julio de 2017, la alianza obtuvo la mayoría en la elección prefectural, desplazando al Partido Liberal Democrático con un total combinado de 79 escaños de los 127 de la asamblea.

## Presidentes
| N.º | Nombre                                | Período                  | Período                  | Imagen |
| N.º | Nombre                                | Inicio                   | Término                  | Imagen |
| --- | ------------------------------------- | ------------------------ | ------------------------ | ------ |
| 1   | Kazusa Noda 野田 数 Noda Kazusa       | 23 de enero de 2017      | 1 de junio de 2017       |        |
| 2   | Yuriko Koike 小池 百合子 Koike Yuriko | 1 de junio de 2017       | 3 de julio de 2017       |        |
| 3   | Kazusa Noda 野田 数 Noda Kazusa       | 3 de julio de 2017       | 10 de septiembre de 2017 |        |
| 4   | Chiharu Araki 荒木 千陽 Araki Chiharu | 10 de septiembre de 2017 | Incumbente               |        |